# 莊祖誨
庄祖诲（？—？），字汝格，號星銘，四川成都後衛軍籍，明朝政治人物。

## 生平
万历二十八年（1600年）與兄莊祖誥同舉庚子科四川乡试，萬曆三十二年（1604年）登甲辰科进士，都察院觀政，授大理寺右評事，三十四年升户部贵州司主事，三十六年升本部湖廣司员外，三十七年升贵州司郎中，本年升河南府知府，四十二年補嘉兴知府，四十六年致仕。四十七年（1619年）起山东副使，降順天府署印治中，天启三年闰十月順天府库银被盗走二千二百余两，庄祖诲被夺俸三月。五年三月改云南管粮储道副使，七年（1627年）四月升浙江右参政，管粮。崇祯二年（1629年）升按察使，三年升浙江右布政，四年升本省左布政，本年升应天巡抚。

## 家族
兄庄祖诰，万历二十九年进士。